# Joy to the World
Joy to the World to trzeci singel promujący album Mariah Carey Merry Christmas. Jest to tradycyjna kolęda, której produkcją i aranżacją na potrzeby albumu zajęli się Walter Afanasieff i sama wokalistka.

## O piosence
Tradycyjna kolęda, napisana przez Isaaca Wattsa. W utworze wykorzystano tekst napisany w osiemnastym wieku, ale pominięto trzecią zwrotkę i dodano własną kwestię. Aranżacja muzyki została napisana w bardziej rytmicznym i tanecznym tempie.

## Singel
Piosenka, stała się w listopadzie 1994 drugim promocyjnym singlem albumu po Stanach Zjednoczonych. Rok później został on wydany jeszcze raz w celach promocyjnych w Europie i Australii jako singel komercyjny zawierający remixy. 
- CSK 6646

1. Joy to the World
2. Joy to the World (Celebration Mix Edit)

## Remixografia
Do piosenki został nagranych kilka remixów, które zostały wydane na CD, kasetach magnetofonowych oraz winylach.
- Joy to the World

1. LP Version 04:18
2. Celebration Mix Edit lub Radio Club Mix 03:22
3. Celebration Mix 08:01
4. Flava Mix 07:03
5. Club Mix 07:34
6. Crash Dub Crash 03:46

## Teledysk
Teledysk zawiera zarejestrowany występ wykonany za żywo. Reżyserią zajął się Irving Lorenzo. W 1996 został zmontowany teledysk do remixu piosenki - "Celebration Mix Edit", który zawiera zdjęcia nakręcone podczas promocji albumu "Daydream" w Europie. Teledysk został wydany wraz z singlem do "O Holy Night".